# BlazBlue: Central Fiction
 (août 2017).
Si vous disposez d'ouvrages ou d'articles de référence ou si vous connaissez des sites web de qualité traitant du thème abordé ici, merci de compléter l'article en donnant les références utiles à sa vérifiabilité et en les liant à la section « Notes et références ».
BlazBlue: Central Fiction (ブレイブルー　セントラルフィクション, Bureiburū: Sentorarufikushon) est un jeu vidéo de combat développé par Arc System Works. Le jeu est sorti au Japon le 19 novembre 2015 sur borne d'arcade (Taito Type-X²), le 11 octobre 2016 sur PlayStation 3 et 4, et le 7 février 2019 sur Nintendo Switch. Il fait suite à BlazBlue: Chrono Phantasma et dernier volet de la saga.

## Personnages

### Anciens personnages
- Ragna the Bloodedge

Voix du personnage: Tomokazu Sugita
- Jin Kisaragi

Voix du personnage: Tetsuya Kakihara
- Noel Vermillion

Voix du personnage: Kanako Kondou
- Rachel Alucard

Voix du personnage: Kana Ueda
- Taokaka

Voix du personnage: Chiwa Saitō
- Iron Tager

Voix du personnage: Kenji Nomura
- Litchi Faye-Ling

Voix du personnage: Chiaki Takahashi
- Arakune

Voix du personnage: Takashi Hikida
- Bang Shishigami

Voix du personnage: Tsuyoshi Koyama
- Carl Clover

Voix du personnage: Miyuki Sawashiro
- Hakumen

Voix du personnage: Tetsuya Kakihara
- Nu 13

Voix du personnage: Kanako Kondou
- Lambda 11

Voix du personnage: Kanako Kondou
- Tsubaki Yayoi

Voix du personnage: Asami Imai
- Hazama

Voix du personnage: Yūichi Nakamura
- Mu 12

Voix du personnage: Kanako Kondou
- Makoto Nanaya

Voix du personnage: Tomomi Isomura
- Valkenhayn R. Hellsing

Voix du personnage: Motomu Kiyokawa
- Platinum the Trinity

Voix du personnage: Aoi Yūki
- Relius Clover

Voix du personnage: Junichi Suwabe
- Izayoi

Voix du personnage: Asami Imai
- Amane Nishiki

Voix du personnage: Akira Ishida
- Bullet

Voix du personnage: Toa Yukinari
- Azrael

Voix du personnage: Hiroki Yasumoto
- Kagura Mutsuki

Voix du personnage: Keiji Fujiwara
- Yuuki Terumi

Voix du personnage: Yūichi Nakamura
- Kokonoe

Voix du personnage: Chie Matsumura
- Celica A. Mercury

Voix du personnage: Iori Nomizu

### Nouveaux personnages
- Hibiki Kohaku

Voix du personnage: Mitsuhiro Ichiki
- Naoto Kurogane

Voix du personnage: Nobunaga Shimazaki
- Nine the Phantom

Voix du personnage: Ayumi Fujimura
- Izanami

Voix du personnage: Yukana
- Es

Voix du personnage: Mayuka Nomura
- Mai Natsume

Voix du personnage: Saori Hayami
- Susanoo

Voix du personnage: Kenta Miyake
- Jubei

Voix du personnage: Masaki Terasoma

### Personnages Non Jouables
- Trinity Glassfille

Voix du personnage: Aoi Yūki
- Kajun Faycott

Voix du personnage: Saki Fujita